# Alia Atreides
Alia Atreides, nota come Santa Alia del Coltello è un personaggio del fantascientifico Ciclo di Dune, sorella del protagonista Paul Atreides.

## Biografia del personaggio
Alia è la prima Atreides pre-nata. La sua coscienza viene permanentemente alterata durante la cerimonia dell'Acqua della Vita a cui viene sottoposta sua madre, Lady Jessica.
Secondo il romanzo, Alia Atreides è nata nel 10191, a otto mesi dallo spostamento della sua famiglia dal pianeta Caladan ad Arrakis.
Gli abitanti del deserto presso cui Jessica ed il figlio Paul Muad'Dib si sono rifugiati non sanno della gravidanza di Jessica, ma hanno la necessità impellente di fuggire dal sietch. La loro Reverenda Madre non può però seguirli, e qualcuno deve prendere il suo posto. Le leggende con le quali i due atreidi si sono affidati per la propria sopravvivenza si rivolgono così contro di loro: la recente vedova del Duca Leto conosce gli effetti che l'Acqua della Vita grezza avrà sulla figlia che porta in grembo, ma a questo punto non può rifiutare la cerimonia.
Il risultato è la creazione di qualcosa che le superiori di Jessica nella sorellanza Bene Gesserit hanno a lungo temuto e che chiamano Abominazione: un bambino nato con la piena consapevolezza e conoscenza delle sue memorie ancestrali.
In seguito, Alia verrà posseduta dalla personalità del nonno materno (il sanguinario Barone Vladimir Harkonnen, padre segreto di Jessica, che la stessa Alia aveva ucciso nel jihād scatenata da suo fratello su Arrakis). Alla fine Alia si suiciderà per non soccombere all'Abominazione e alla pazzia, dopo aver tentato di distruggere la sua stessa famiglia.
Successivamente Alia viene ricreata come Ghola sulla non-nave Ithaca, ma viene uccisa dal ghola del Barone Vladimir Harkonnen.